# Mo Howard
Maurice Howard, detto Mo (Filadelfia, 25 agosto 1954), è un ex cestista statunitense, professionista nella NBA.

## Carriera
Venne selezionato dai Cleveland Cavaliers al secondo giro del Draft NBA 1976 (32ª scelta assoluta).

## Palmarès
- Coppa Intercontinentale: 1

Maryland Terrapins: 1974